# Методія Спасовський
Методія Спасовський (сербохорв. Metodije Spasovski / мак. Методија Спасовски, нар. 4 лютого 1946, Скоп'є) — югославський футболіст, що грав на позиції півзахисника за клуб «Вардар», «Саарбрюкен», а також національну збірну Югославії.

## Клубна кар'єра
У дорослому футболі дебютував 1963 року виступами за команду «Вардар», в якій протягом одинадцяти сезонів взяв участь у 314 матчах чемпіонату.
1975 року перейшов до німецького друголігового «Саарбрюкена», якому у першому ж сезоні допоміг підвищитися в класі, і наступний сезон провів у його складі в Бундеслізі.
1977 року повернувся на батьківщину, до «Вардара», де й провів заключний сезон своєї ігрової кар'єри. Загалом за команду зі Скоп'є в усіх турнірах взяв участь у 647 іграх, забивши 212 голів. За обома цими показниками посідає друге місце серед усіх гравців в історії «Вардара».

## Виступи за збірну
У грудні 1968 року дебютував в офіційних матчах у складі національної збірної СФРЮ товариською грою проти збірної Бразилії, в якій відразу ж відзначився забитим голом.
Загалом протягом двох років у національній команді провів у її формі три матчі, тричі ж відзначившись забитими голами.

## Кар'єра тренера
Протягом 1988–1989 років тренував команду рідного «Вардара».